# كارل ك. كينغ
كارل ك. كينغ (بالإنجليزية: Karl C. King)‏ هو سياسي أمريكي، ولد في 26 يناير 1897 في بليفنا في الولايات المتحدة، وتوفي في 16 أبريل 1974 في فيلادلفيا في الولايات المتحدة. حزبياً، نشط في الحزب الجمهوري. وقد انتخب عضو مجلس النواب الأمريكي.